# Politique en Lettonie
La Lettonie est une République parlementaire. Elle fait partie de l'OTAN depuis le 29 mars 2004 et a rejoint l'Union européenne le 1er mai 2004.

## Président de la République

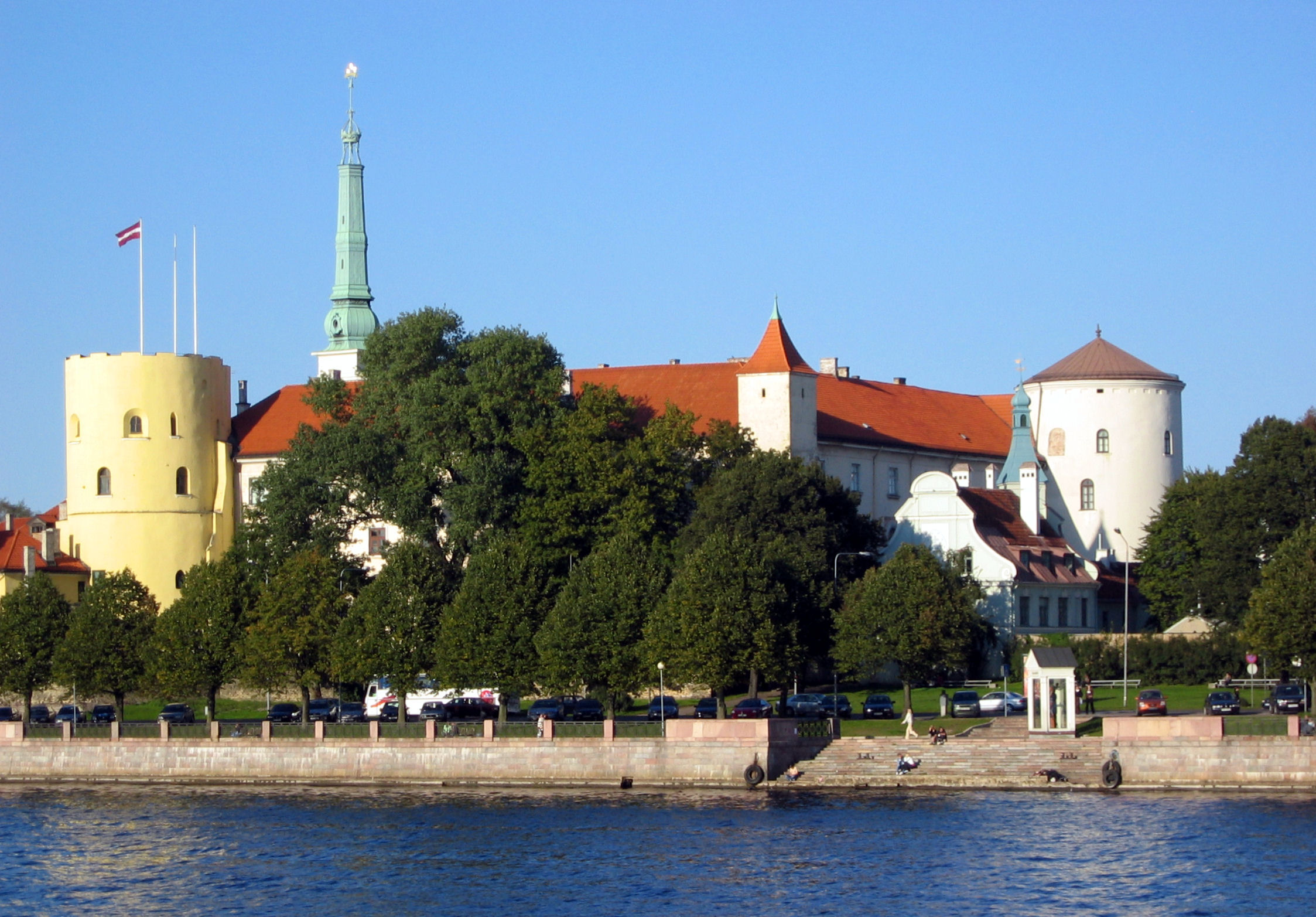
Le château de Riga, palais présidentiel

Le président de la République (en letton : Latvijas Valsts prezidents) est élu pour un mandat de quatre ans par la Diète à la majorité absolue de ses membres. Il exerce les fonctions de chef de l'État dans le cadre d'un régime parlementaire.
Edgars Rinkēvičs est président de la République depuis le 8 juillet 2023.

## Gouvernement
Le Premier ministre (en letton : Latvijas Republikas Ministru prezidents) est désigné par le président de la République et investi par la Diète à la majorité absolue de ses membres. Il est systématiquement issu d'un des partis représentés à l'assemblée parlementaire. Le gouvernement se compose de treize ministres et doit disposer de la confiance des députés.
Evika Siliņa, d'Unité (JV), est Première ministre depuis le 15 septembre 2023.

## Parlement

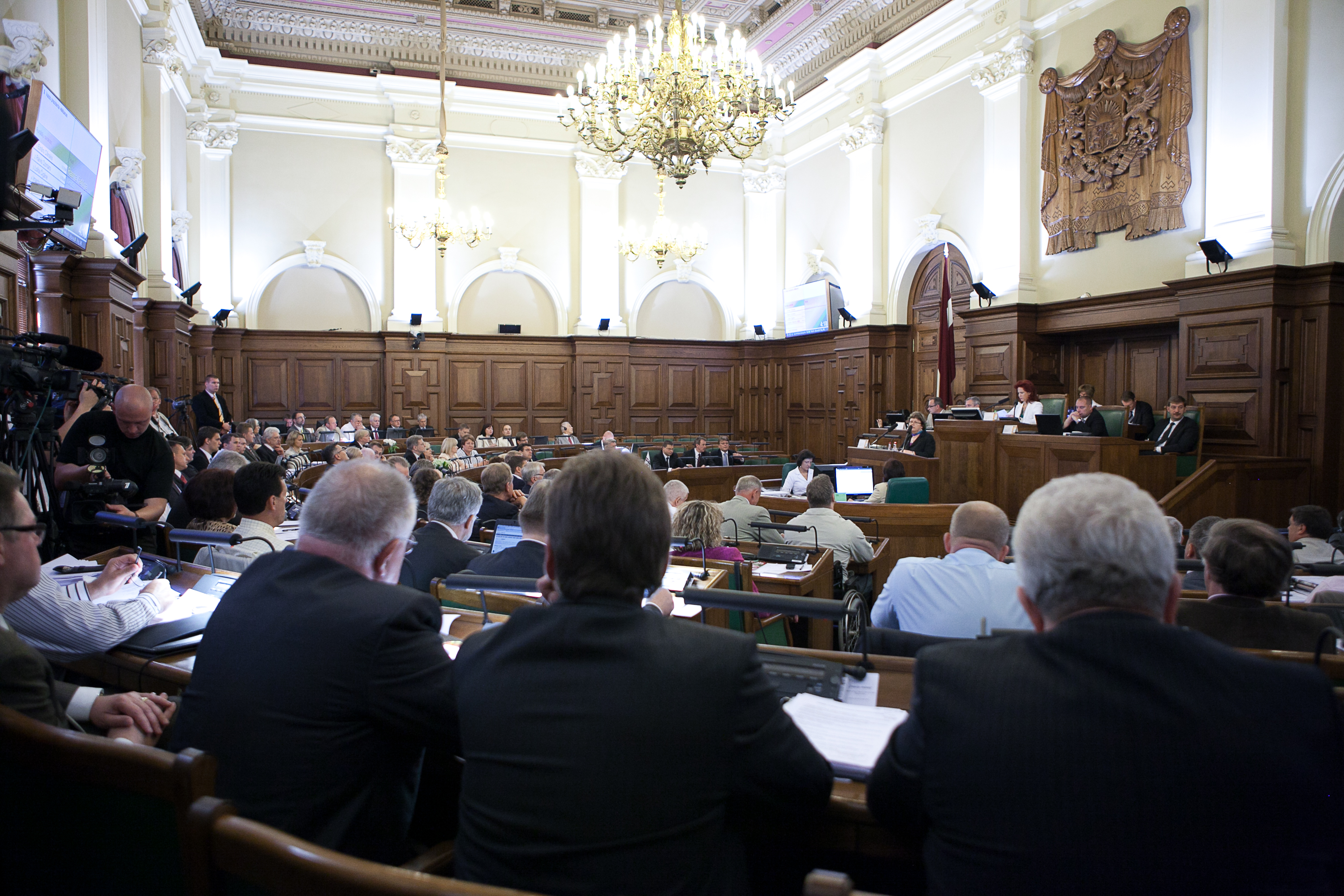
Parlement letton (2011)

Le pouvoir législatif est exercé par la Diète (en letton : Saeima), composée de cent députés (en letton : deputāti) élus pour une législature de quatre ans, au scrutin proportionnel dans cinq circonscriptions.
Les dernières élections législatives ont eu lieu le 1er octobre 2022.